# جميلة البطش
جميلة البطش (؟؟ - ؟؟) هي معتقلة سياسيَّة سابقة سوريَّة من أصل فلسطيني، وكانت قد أمضت 16 عامًا في السجون السوريَّة. تُشير المصادر إلى أنها «أقدم سجينة سياسية والأطول مدة في السجون السوريَّة».

## سيرتها
كانت جميلة البطش تدرس في كلية الصيدلة بجامعة دمشق، كما كانت عضوًا في المنظمة الشيوعية العربية، ثم اعتُقلت مع بعض رفاقها في 21 يونيو/حزيران 1975،(1) وكانت في الثلاثينيات من العمر آنذاك، وحكم عليها بالسجن المؤبد، فتنقلت بين السجون السوريَّة (منها 7 سنوات في سجن المسلميَّة، ثم نقلت إلى دوما عام 1986)، وكانت خلال تواجدها بالسجن «تميل إلى العزلة ولا تختلط حتى مع الشيوعيات الأخريات». أُفرج عنها في ديسمبر/كانون الأول 1991، حيث رُحِّلت بعدها إلى الحدود الأردنية السورية مباشرةً.
كانت صحيفة الاتحاد قد نشرت في 26 يونيو/حزيران 1992 خبرًا تحت عنوان «عودة السجينة السياسية السابقة جميلة البطش إلى القدس»، وبينت أنَّ الإفراج عنها جاء بعد تدهور حالتها الصحيَّة، وبسبب تحسن العلاقات السورية الفلسطينية، إضافةً إلى تدخلات عدد من المؤسسات الحقوقيَّة والإنسانيَّة العالمية، وذكرت أنَّ دانيال ميتران (1924 - 2011)، زوجة رئيس فرنسا فرانسوا ميتران (1981 - 1995)، لعبت دورًا هامًا في عملية الإفراج. كما وضحت الصحيفة أنَّ السلطات الإسرائيلية سمحت بعودتها إلى القدس بعد مرور 6 أشهر على الإفراج، كما أُعيدت لها بطاقة الهوية بعد موافقة وزارة الداخلية الإسرائيلية. تشير بعض المصادر بأنَّ ياسر عرفات وظفها في الأمن الوقائي الفلسطيني.

## روابط خارجية
- "دمشق - سبت الدم، لوحة تؤرخ للمنظمة الشيوعيّة العربيّة". حكاية ما انحكت. 31 أغسطس 2021. مؤرشف من الأصل في 2023-11-14. اطلع عليه بتاريخ 2023-11-14.